# Michael Tye (artista)
Michael Tye (1960) é um designer australiano especialista em mosaicos.